# عصبة بريزرن
عصبة بريزرن (المعروفة رسميًا باسم عصبة الدفاع عن حقوق الأمة الألبانية)، كانت منظمة سياسية ألبانية تأسست رسميًا في العاشر من يونيو عام 1878 في مدينة بريزرن القديمة في ولاية كوسوفو التابعة للدولة العثمانية، وقُمعت في عام 1881.
وضع كل من اتفاقيتي سان ستيفانو وبرلين المناطق التي كانت مأهولة من قبل الألبان ضمن دول أخرى. أدى عجز الباب العالي عن حماية مصالح المنطقة التي كانت مسلمة بنسبة 70% ومؤيدة للحكم العثماني بشكل كبير إلى إجبار القادة الألبان على التفكير الجدي بإنشاء حكم ذاتي مستقل، لا على تنظيم دفاعهم فقط، كما فعلت صربيا والإمارات الدانوبية قبل الوصول إلى الاستقلال.
تأسست العصبة بعد اجتماع 47 بيك عثماني، وجُمعت المواقف الأساسية للعصبة في وثيقة سُميت المرسوم. في هذه الوثيقة، شدد قادة الألبان على رغبتهم بالحفاظ على سلامة أراضي الدولة العثمانية في البلقان من خلال دعم الباب العالي، بالإضافة إلى «الصراع العسكري للدفاع عن وحدة أراضي ألبانيا». على الرغم من أن الاتفاقية لم تتطرق إلى مواضيع الإصلاحات والمدارس والاستقلال الذاتي أو وحدة الشعب الألباني ضمن ولاية واحدة تحت قيادة أبديل فراشيري، تغير هذا الموقف بسرعة وصولًا إلى طلب الاستقلال الذاتي للألبان والحرب المفتوحة على الدولة العثمانية.

## خلفية تاريخية
وجهت الحرب الروسية التركية ضربة قاضية للسيطرة العثمانية على شبه جزيرة البلقان، مُضعفةً سلطتها في ألبانيا والبلقان الشرقية. أدت مخاوف الألبان من تقسيم الأراضي التي سكنوا فيها لقرون بين الجبل الأسود وصربيا وبلغاريا واليونان إلى تغذية الدعوات المنادية بالاستقلال. كانت معاهدة سان ستيفانو الفاشلة أولى الاتفاقيات التالية للحرب. وُقعت هذه الاتفاقية في الثالث من مارس عام 1878، ونُسبت المناطق المشمولة في رابطة بريزرن إلى صربيا والجبل الأسود وبلغاريا. اعترضت الإمبراطورية النمساوية المجرية والمملكة المتحدة على الاتفاق لأنه أعطى روسيا موطئ قدم في البلقان، وبالتالي أخل بتوازن القوى في أوروبا. في وقت لاحق من العام ذاته، عُقد مؤتمر سلام لتسوية الخلاف في برلين.
دفع الوضع العام الألبان إلى تنظيم أنفسهم في مجالس محلية هادفة إلى حماية الأراضي المأهولة بهم. بحلول نهاية عام 1877، أصبح الحفاظ على سلامة الأراضي الألبانية أمرًا صعبًا. في الثالث عشر من ديسمبر عام 1877، أعلن كل من صربيا والجبل الأسود الحرب على الدولة العثمانية مدعومين من الجيش الروسي، ووزعوا هجماتهم على الأجزاء الشمالية من ألبانيا. لم يكن الألبان قادرين على الدفاع عن مناطق ومدن عديدة في الشمال الشرقي والشمال الغربي لألبانيا. عند احتلال هذه الأراضي، هرب القادة العثمانيون (ذوو الأصل الألباني بشكل أساسي) من المناطق المحررة أو طُردوا منها. خلال الحرب الروسية التركية، نفى الجيش الصربي المهاجم معظمَ السكان الألبان المسلمين من منطقتي توبليكا ونيش إلى كوسوفو، ما دفع الألبان إلى تشكيل ما عُرف لاحقًا باسم عصبة بريزرن (1878 – 1881) ردًا على الأزمة الشرقية الكبرى.
متأثرة بهذه الأحداث، اندمجت المجالس المحلية للخلاص الوطني ضمن هيئة تنظيمية واحدة. أسس الألبان في إسطنبول بتاريخ الثاني عشر من ديسمبر عام 1877 اللجنة المركزية للدفاع عن حقوق الأمة الألبانية. أثارت اتفاقية سان ستيفانو قلق الألبان والبوسنيين، ودفعت قادتهم إلى تنظيم أنفسهم للدفاع عن الأراضي التي يسكنونها. في ربيع عام 1877، نظم القادة الألبان المؤثرون في إسطنبول، ومن بينهم أبديل فراشيري قائد الحركة الوطنية الألبانية في أعوامها الأولى، لجنة لإدارة المقاومة الألبانية. في شهر مايو، دعت المجموعة إلى اجتماع عام لممثلي جميع المناطق التي توجد فيها تجمعات سكانية ألبانية خلال تلك الفترة. كان أعضاء اللجنة علي إبرا، وزيجا بريشتينا، وسامي فراشيري، وياني فريتو، وواصي باشا، وباكا كورتي جيوكاي، وأبديل فراشيري.

## الاجتماع في بريزرن
ورد في بيان المؤتمر التأسيسي لعصبة بريزرن عام 1878 ما يلي:
«نرغب من كل قلبنا أن نعيش بسلام مع جميع جيراننا، صربيا، والجبل الأسود، واليونان، وبلغاريا... نحن لا نرغب ولا نطلب أي شيء منهم، لكننا جميعًا مصرون على حماية كل ما هو ملكنا».
تأسست عصبة بريزرن من اجتماع عدد من المثقفين الألبان لمقاومة التقسيم بين بلاد البلقان المجاورة، والتشديد على الوعي القومي الألباني من خلال جمع الألبان في أمة موحدة لغويًا وثقافيًا. خلال اجتماع بريزرن، وقع على الوثيقة 47 بيك بتاريخ الثامن عشر من يونيو عام 1878. مثّل البيان موقفًا مبدئيًا مدعومًا بشكل أساسي من قبل ملاك الأراضي والأشخاص المرتبطين بالإدارة العثمانية. في البند الأول من الوثيقة، أعاد هؤلاء القادة الألبان رغبتهم بحماية سلامة أراضي الدولة العثمانية في البلقان والحفاظ عليها من خلال دعم الباب العالي و«الصراع العسكري للدفاع عن وحدة أراضي ألبانيا». أعاد البند السادس من الوثيقة ذاتها ذكر عداوة الألبان، بصفتهم مؤيدين للعثمانيين، لكل من بلغاريا وصربيا، وذكر البيان «لا يجب أن نسمح للجيوش الأجنبية باحتلال أراضينا. لا يجب أن نعترف باسم بلغاريا. إذا لم تخرج صربيا بسلام من الأراضي المحتلة بصورة غير شرعية، سوف نرسل الباشبوزق ونحارب حتى النهاية لتحرير هذه المناطق، ومن ضمنها الجبل الأسود».
في الاجتماع الأول للعصبة، لم تذكر المذكرة شيئًا عن الإصلاحات، أو المدارس، أو الاستقلال الذاتي، أو وحدة الشعب الألباني في ولاية واحدة. لم تكن العصبة وسيلة لطلب الاستقلال الألباني أو حتى الاستقلال الذاتي تحت سيطرة الدولة العثمانية. ولكن، كما اقترح واصي باشا، مجرد توحيد جميع الأراضي المشمولة في الاتفاق ضمن ولاية عثمانية واحدة. أراد المشاركون إعادة الوضع الراهن كما كان قبل بداية الحرب الروسية التركية بين عامي 1877 و1878. كان الهدف الأساسي هو الدفاع ضد الأخطار المباشرة، وبعد وقت قريب، تحول هذا الموقف جذريًا وصولًا إلى المطالبة بالاستقلال والحرب المفتوحة ضد الدولة العثمانية كما ذكر أبديل فراشيري.